# カンテク〜運命の愛〜
『カンテク〜運命の愛〜』（カンテク～うんめいのあい～、英語表記：Queen : Love and war）は、TV朝鮮にて2019年12月15日から2020年2月9日まで放送された韓国のテレビドラマ。全16話。

## 概要
チン・セヨンにとって今作が初の一人二役でもある。最高視聴率は、最終回の5.924%。
銃殺された姉の死の真相を探るウンボを中心に、揀択で生き残るための女たちの戦いを描く。
日本では、衛星劇場にて『揀択〜女人たちの戦争〜』の題名で2020年4月17日から放送された。10月発売のDVD-BOX及び10月開始のホームドラマチャンネルでの放送から、『カンテク〜運命の愛〜』（カンテク～うんめいのあい～）という邦題に変更されている。

## あらすじ
時は19世紀の李氏朝鮮時代。国王イ・ギョン（キム・ミンギュ）の王妃（ワンビ。王の正室）を選ぶために揀択（カンテク。王妃、世子嬪（セジャビン。世子の正室）を選ぶ行事）が行われる。ギョンは一目惚れしたカン・ウンギ（チン・セヨン）に求婚するが、王宮へ連れていく途中で彼女は何者かに銃殺されてしまう。ギョンも銃撃されるが、奇跡的に一命を取り留める。そして、生き別れたウンギの双子の妹カン・ウンボ（チン・セヨン）は、姉の死の真相を突き止めるため、2度目の揀択への参加を決意する。そんな中、ギョンは最愛の女性の姿を予知夢で見るようになる。

## 登場人物

### 主要人物
- カン・ウンボ：チン・セヨン / 少女期：チェ・ミョンビン（朝鮮語版）

巫女。情報屋。カン・ウンギの双子の妹。
幼い頃の記憶をなくしている。姉の死の真相を探るため、揀択への参加を決意する。
- カン・ウンギ：チン・セヨン / 少女期：チェ・ミョンビン

カン・ウンボの双子の姉。
ギョンに求婚されるが、王宮に向かう途中で何者かに銃殺されてしまう。
- イ・ギョン：キム・ミンギュ / 少年期：パク・ミンス（朝鮮語版）

国王。
ウンギと共に銃撃されるが、奇跡的に一命を取り留める。その後、予知夢を見るようになる。
- イ・ジェファ：ト・サンウ（朝鮮語版）

大君。王族。
次期国王として王宮に呼ばれていたが、ギョンが一命を取り留めたため、取り消しになってしまう。ウンボに一目惚れし、愛するようになる。
- チョ・ヨンジ：イ・ヨルム（朝鮮語版）

チョ・フンギョンの娘。
揀択でのウンボたちの競争相手。ギョンに想いを寄せている。
- ワル：イ・シオン / 少年期：キル・ジョンウ

情報屋。カン・ウンボの友人。
性格は非常に悪いが、ウンボのよき理解者。

### カン・ウンボの周辺人物
- ペク・ジャヨン：オム・ヒョソプ

大司憲（テサホン。司憲府（サボンブ）の最高官職）。カン・イスの友人。
- ホン・ギホ：イ・チャニョン

官僚。
ウンボを巫女として養育する。
- カン・イス：イ・ギヨン

カン・ウンボとカン・ウンギの父。
何者かの不正の責任を取らされ、流刑されたのちに処刑されてしまう。
- ハン氏夫人：イ・カニ

カン・イスの妻。カン・ウンボとカン・ウンギの母。
- ヨウル：チュ・スビン

カン・ウンボの小間使い。
自分に優しく接してくれるウンボに感謝しており、どんな時も全力で支える。

### イ・ギョンの周辺人物
- ハン・モ：キム・ボムジン

イ・ギョンの護衛兵士。
- ファン内官：アン・セハ

イ・ギョン付きの内官（ネグァン）。
ギョンのために助言したりなど、様々な場面で手助けをする。

### チョ・ヨンジの周辺人物
- チョ・フンギョン：イ・ジェヨン

左議政（チャイジョン）。チョ・ヨンジの父。
- ピョリ：チェ・ナム

チョ・ヨンジの小間使い。
スパイの役割も担っている。

### 王室
- 大王大妃：チョン・エリ

イ・ギョンの祖母。
王室最長老として内命婦（ネミョンブ）に大きな影響力を与えている。
- 大妃：チョ・ウンスク

イ・ギョンの母。
安東金氏（アンドンキムシ）出身。

### 安東金氏の人物
- キム・マンチャン：ソン・ビョンホ

領議政（ヨンイジョン）。
姪のソンイを王妃にし、政治利用しようと企んでいる。
- キム・ソンイ：イ・ファギョム（元Hello Venus）

キム・マンチャンの姪。
揀択でのウンボたちの競争相手。大妃に昇格したいという野心がある。

## スタッフ
- 脚本：チェ・スミ
- 演出：キム・ジョンミン
- 制作：TV朝鮮, HIGROUND, KORTOP media